# Callicebus urubambensis
Il callicebo dell'Urubamba (Callicebus urubambensis Vermeer & Tello-Alvarado, 2015) è un primate della famiglia Pitheciidae, endemico del Perù. La specie è stata scoperta nel 2015 e prende il nome dal fiume Urubamba che attraversa l'area di distribuzione. In Perù la scimmia viene denominata "mono tócon".

## Descrizione
L'olotipo di Callicebus urubambensis possiede un'altezza complessiva di 30 cm e una lunga coda di 40 cm. La pelliccia è di colore bruno, più scura sugli arti. La pelle del viso è nera, le orecchie sono coperte da lunghi peli neri e il mento è bruno. La pelliccia in prossimità della coda è nera ed è mescolata con una piccola quantità di brunastro, diventando verso la fine sempre più grigia. La coda è bianca.

## Distribuzione
È distribuito nella zona forestale di pianura tra la riva destra del Río Tambo e la riva sinistra del Río Urubamba, e la foresta di pianura tra la riva sinistra del Río Manu e la riva sinistra del Río Alto Madre de Dios.

## Status e conservazione
Esiste una minaccia di distruzione dell'habitat di questa specie legata alla raccolta del legname, all'esplorazione e allo sfruttamento degli idrocarburi. Inoltre, la specie è occasionalmente cacciata per scopi alimentari.